# Sugo - 60 minuti di gusto e disgusto
Sugo - 60 minuti di gusto e disgusto è stato un programma televisivo condotto da Carolina Di Domenico, trasmesso su Rai 4 e prodotto da Hangar. Il programma è stato mandato in onda tra il 2008 e il 2009, è stato ideato da Gregorio Paolini; si tratta di un programma sui consumi mediatici, i culti e i tormenti della generazione del web. Fanno parte del cast Andrea Lehotská e Pino Scotto. All'interno del programma è presente la rubrica Vox Populi.